# Bupleurum baldense
Bupleurum baldense är en flockblommig växtart som beskrevs av Franz de Paula Adam von Waldstein-Wartemberg och Pál Kitaibel. Bupleurum baldense ingår i släktet harörter, och familjen flockblommiga växter.

## Underarter
Arten delas in i följande underarter:
- B. b. baldense
- B. b. baldense
- B. b. multicaule